# Alla Čerkasova
Alla Kostjantynivna Čerkasova (in ucraino Алла Костянтинівна Черкасова?; Leopoli, 5 maggio 1989) è una lottatrice ucraina, specializzata nella lotta libera, campionessa mondiale nella categoria 68 kg a Budapest 2018.

## Palmarès
- Giochi olimpici

Tokyo 2020: bronzo nei 68 kg.
- Mondiali

Mosca 2010: bronzo nei 67 kg.
Budapest 2018: oro nei 68 kg.
- Europei

Belgrado 2012: argento nei 67 kg.
Riga 2016: bronzo nei 75 kg.
Novi Sad 2017: bronzo nei 69 kg.
Bucarest 2019: oro nei 68 kg.
Roma 2020: bronzo nei 68 kg.